# ENSZ világnapja
Az ENSZ világnapját minden évben október 24-én ünneplik az Egyesült Nemzetek Szervezetét létrehozó Alapokmány 1945. október 24-i ratifikálása évfordulója alkalmából. 1948-ban avatta ünneppé a világnapot az ENSZ közgyűlése az ENSZ munkájáról és célkitűzéseiről történő hatékony ismeretterjesztés, illetve a világ népei támogatása elnyerése érdekében. 1971-ben újabb határozatot szavazott meg a közgyűlés, melyben felhívta a tagállamait, hogy ünnepnappá nyilvánítsák a világnapot az országaikban.

## Elődünnepe
Az első, egyesült nemzetek napjának titulált rendezvényt a második világháborúban végül győztes szövetséges hatalmak szervezték 1942 június 14-én. Az Egyesült Államok akkori elnöke, Franklin D. Roosevelt kezdeményezésére felvonulást tartottak több városban világszerte, a brit, szovjet, és kínai kormányzat is részt vett az ünnepségeken. Az elkövetkezendő néhány év során, a háború évei alatt többször is megtartották ezt az ünnepnapot.Mivel ekkor még nem került megalapításra az ENSZ, nem volt köze az ünnepségnek a később létesült világszervezethez.   

## Megemlékezés
Többféleképpen kerül megünneplésre az ENSZ világnapja. Az ENSZ közgyűlése általában díszülést tart, gyakran beszédet is mond a főtitkár. Egyes nemzetközi iskolák megragadják az alkalmat, hogy méltányolják és meghálálják a diákközösségük sokszínűségét. E napon jellemzően kultúrprogramban részesülhetnek a tanulók.    
Az Egyesült Államokban rendszerint ünnepélyes nyilatkozatot bocsát ki a hivatalban lévő államfő.  

## Fordítás
- Ez a szócikk részben vagy egészben  az   United Nations Day című angol Wikipédia-szócikk ezen változatának fordításán alapul.  Az eredeti cikk szerkesztőit annak laptörténete sorolja fel. Ez a jelzés csupán a megfogalmazás eredetét és a szerzői jogokat jelzi, nem szolgál a cikkben szereplő információk forrásmegjelöléseként.